# О Боже, ты велик!
«О Боже, ты велик!» (хинди गॉड तुस्सी ग्रेट हो, God Tussi Great Ho) — индийская комедия, снятая на языке хинди и выпущенная в прокат 15 августа 2008 года. Фильм является ремейком голливудской комедии «Брюс всемогущий». Этот фильм не имел коммерческого успеха и провалился в прокате.

## Сюжет
Телеведущему Аруну Праджапати (Салман Хан), по кличке АП не везёт во всём. Будучи в детстве самым способным учеником в классе, подающим большие надежды, он стал типичным неудачником, не способным реализовать ни один свой план. Все его телешоу с треском проваливаются, и ему приходится переходить с одного канала на другой. Своей любимой девушке Алии (Приянка Чопра) он долго не решается открыть свои чувства, пока у него не появляется соперник — успешный шоумен из Лондона Рокки (Сохаил Хан). Дома АП всё время приходится выслушивать упрёки своего ворчливого отца, а его некрасивая сестра никак не может найти жениха. В общем, жизнь АП похожа на ад, и никакого просвета бедняга не видит. А виноват в этом, по его мнению, не кто иной как сам Господь Бог (Амитабх Баччан). Именно к Богу обращается АП со своими нескончаемыми жалобами на жизнь.
В один по обыкновению несчастливый день АП становится жертвой интриг Рокки, который присваивает себе авторство нового шоу АП. Это становится последней каплей, и Арун кидает в небеса свой амулет, разразившись бранью в адрес Бога. Но терпение Бога оказалось тоже не безграничным, он вызывает Аруна на разговор и предлагает наделить его на десять дней божьей властью, чтобы дать ему почувствовать, насколько тяжела ответственность за судьбы людей. АП с радостью соглашается с заманчивым предложением, обещает сделать всех людей счастливыми и отправляется на землю вершить добро. Став всемогущим АП расправляется с террористами, делает свою сестру первой красавицей в городе и нейтрализует Рокки. Через девять дней Бог напоминает ему, что в его распоряжении остался всего один день, а свою миссию он так и не выполнил. Тогда, чтобы осчастливить людей, АП решает просто выполнить все их желания. Это опрометчивое решение имеет обратный эффект, ведь то, что приносит счастье одному, может сделать несчастным другого. Так, террористы оказываются на свободе, его сестра принимает предложение недостойного жениха, а Алия собирается замуж за Рокки. Несчастных людей становится все больше, и АП понимает, что совершил ошибку, исправить которую может только Господь. Единственный выход из сложного положения — вернуться на десять дней назад, в тот самый несчастный день в жизни Аруна. АП ничего не остаётся, кроме как согласиться и вернуться к своим проблемам. Однако эти десять дней изменили его, придав ему решимости. Он разоблачает интригана Рокки и начинает новую жизнь. Теперь он смотрит на мир иначе и во всём живом на земле видит Бога.

## В ролях
| Актёр          | Роль                     |
| -------------- | ------------------------ |
| Салман Хан     | Арун Праджапати          |
| Приянка Чопра  | Алия Капур               |
| Амитабх Баччан | Бог                      |
| Сохаил Хан     | Ракеш Шарма, он же Рокки |
| Сатиш Каушик   | Нетаджи                  |
| Анупам Кхер    | отец Аруна               |
| Дилип Тахил    | Босс Аруна               |
| Бина Как       | мать Аруна               |
| Упасана Сингх  | домработница Аруна       |
| Рукхса Рехман  | Мадху Праджапати         |

## Саундтрек
| №  | Название                              | Исполнители                  | Длительность |
| -- | ------------------------------------- | ---------------------------- | ------------ |
| 1. | «Let's Party»                         | Шаан, Сунидхи Чаухан         | 4:56         |
| 2. | «Tujhe Aksa Beach Ghuma Doon»         | Ваджид, Амрита Как           | 4:10         |
| 3. | «God Tussi Great Ho»                  | Сону Нигам, Шанкар Махадеван | 4:31         |
| 4. | «Tumko Dekha»                         | Нирадж Шридхар, Шрея Гхошал  | 5:34         |
| 5. | «Lal Chunariya»                       | Алка Ягник, Удит Нараян      | 4:18         |
| 6. | «Tujhe Aksa Beach Ghuma Doon (Remix)» | Ваджид, Амрита Как           | 3:58         |
| 7. | «Let's Party (Remix)»                 | Шаан, Сунидхи Чаухан         | 4:34         |
| 8. | «God Tussi Great Ho (Remix)»          | Сону Нигам, Шанкар Махадеван | 3:56         |

## Разное
- Показанный в фильме дом Алии в действительности является домом Салмана Хана, и появляется Алия на балконе его квартиры.
- В Кувейте и ОАЭ фильм запрещён к показу как богохульный.